# MS Schwabenland
MS Schwabenland var ett tyskt ångfartyg som byggdes år 1925 på Deutsche Werke AG i Kiel åt Deutsche Dampfschiffahrts-Gesellschaft Hansa (DDG Hansa). Hon fick namnet Schwarzenfels och sattes in på rederiets fraktrutt till Indien.
Den 28 februari 1934 övertogs fartyget av Lufthansa som lät bygga om det till moderfartyg för de flygbåtar som trafikerade flygpostrutterna mellan Europa, Sydamerika och Afrika. Hon försågs med en katapult i aktern för flygbåtar av typen Dornier Wal och döptes om till Schwabenland.

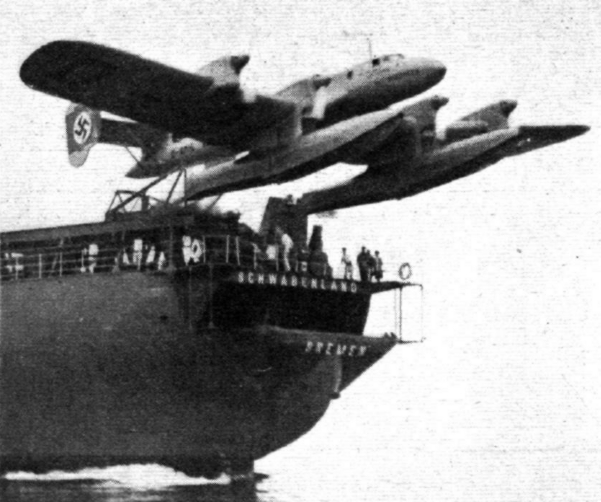
En flygbåt tar av från Schwabenland.

Flygbåtarna landade på havet och lyftes upp på fartyget med hjälp av en ångdriven kran.
Det ombyggda fartyget togs i drift den 25 juli 1934 med DDG Hansa som redare. Den första start med hjälp av katapulten skedde från en plats i sydatlanten i september samma år.

## Antarktisexpeditionen
I oktober 1938 lades fartyget upp i Hamburg för att utrustas för en expedition till Antarktis. Målet  med expeditionen var att hitta ett område som var lämpligt för en tysk valfångststation. Det var Tysklands tredje expedition till
Antarktis.
Den 17 december 1938 lämnade fartyget Hamburg med 33 expeditionsmedlemmar ombord och en besättning på 24 man. Den 19 januari 1939 anlände hon till Kronprinsesse Märtha Kyst och började att fotografera området med hjälp av de två sjöflygplanen. Expeditionen gjorde anspråk på ett upp till 600 000 km² stort område för Tysklands räkning som döptes till Neuschwabenland. Ett team vandrade längs kusten för att resa tre nazityska flaggor längs kusten och registrera viktiga landmärken. Flaggor släpptes också ned från flygplanen. I februari 1939 återvände Schwabenland till Tyskland.

## Andra världskriget
I oktober 1939 rekvirerades Schwabenland av Luftwaffe och efter Slaget om Frankrike stationerades hon utanför Frankrikes kust. I augusti 1942 förflyttades hon till Tromsö i Nordnorge. Hon skadades när en brittisk ubåt 
anföll en konvoj utanför  Flekkefjord. Schwabenland sattes på grund men reparerades senare. Efter krigslutet övertogs hon av britterna och den 31 december 1946 lastades hon med 1 400 ton ammunition fylld med stridsgas och sänktes i Skagerrak.